# Тімокл
Тімокл — талановитий афінський комедіограф другої половини V століття до н. е., автор 27 травестій, непримиренний опонент Демосфена.
Тімокла цитують середньовічні автори. Так, Георгіус Агрікола у своєму відомому творі «De Re Metallica» наводить його повчальний вислів про гроші: «Срібло — душа і кров для смертного,
Той, хто не нагромадив собі його, той блукає мерцем серед живих.»